# Judith et Holopherne (Donatello)
Pour les articles homonymes, voir Judith et Holopherne.
Judith et Holopherne est une statue en bronze (hauteur 236 cm hors socle) réalisée par Donatello entre 1453 et 1460. Depuis 1988 elle est conservée Sala dei Gigli de Palazzo Vecchio à Florence.

## Histoire
La sculpture en bronze Judith et Holopherne créée par Donatello à la fin de sa carrière, peut être vue dans la Sala dei Gigli du Palazzo Vecchio à Florence, Italie. Une copie se trouve dans l'un des emplacements d'origine de la sculpture sur la Piazza della Signoria, en face du Palazzo Vecchio. La statue dépeint l'assassinat du général assyrien Holopherne par Judith.
La statue a été commandée par Cosme de Médicis comme décoration pour la fontaine dans le jardin du Palais Medici-Riccardi. Elle se trouvait dans ce palais avec le David. Ces deux œuvres sont parmi les premières statues en bronze de la Renaissance italienne conçus pour être observées « alla rotonda » (de tous côtés).
Judith est considérée comme le symbole de la liberté, de la Vertu et de la Victoire pour une cause juste, celle du faible sur le fort. Elle se tient altière avec l'épée levée, tenant la tête d'Holopherne par les cheveux. La statue était dorée à l'origine. Pour faciliter la dorure le bronze a été coulé en onze parties. La base de la sculpture ressemble à un coussin, un dispositif naturaliste déjà utilisé par Donatello pour son Saint Marc d'Orsanmichele.
Cette statue est une métaphore des règles des Médicis, comme défenseurs de la liberté florentine, semblables à Judith, défenderesse du peuple, tueuse du tyran Holopherne.
Deux inscriptions disparues figuraient sur le piédestal de granite. La première, « Les royaumes tombent par la Luxure, les villes s'élèvent par la Vertu ; voici le cou de la Fierté coupé par la main de l'Humilité » et la seconde : « Pierre, fils de Cosme de Médicis, dédie la statue de cette femme à la liberté et au courage que donne à la République l'esprit d'invisible résolution de ses citoyens. »
En 1495, la sculpture a été placée sur la Piazza della Signoria, en face de la porte principale du Palazzo Vecchio, en mémoire de l'expulsion de Piero di Lorenzo de'Medici de Florence et de l'introduction de la République florentine sous Girolamo Savonarole. L' inscription sur le piédestal rappelle ce fait : « Cet exemple de salut présenté aux citoyens en 1495 ».
La statue a ensuite été transférée dans la cour à l'intérieur du Palazzo Vecchio, puis dans la Loggia dei Lanzi. En 1919, elle a été placée sur le côté gauche du Palazzo Vecchio puis remplacée en 1988 par une copie en bronze. L'original, après restauration, a été installé à sa place définitive dans la Sala dei Gigli à l'intérieur du Palazzo Vecchio.

## Description
Judith altière, épée levée, tient la tête d'Holopherne par les cheveux.
La scène, qui est issue de l'Ancien Testament (Livre de Judith, 13:8-11), représente la jeune et belle veuve Judith qui, après avoir séduit le général assyrien Holopherne, l'assassine pour sauver son peuple du tyran pendant le siège de Béthulie.
L'épisode très populaire dans les représentations artistiques depuis le Moyen Âge symbolisait la victoire de la Vertu sur le Vice, l'Humiltas (l'Humilité) vainquant le péché capital de la Superbia (l'Orgueil).
L'œuvre n'a pas été créée pour être observée d'un seul point de vue et de nombreux indices invitent à « tourner autour » afin de l'observer de tous les côtés. La structure de l'œuvre est pyramidale avec au sommet le visage de Judith et la lame de l'épée tenue par la main et le bras droit de l'héroïne plié à angle droit. La tête d'Holopherne est l'autre point de fuite vers lequel convergent les diagonales du groupe.
Les textes reportent que Judith porta deux coups pour détacher la tête d'Holopherne, le moment exact de l'action est le moment entre les deux coups comme le démontre la blessure déjà présente sur le cou de la victime.
Les deux figures sont traitées par le sculpteur de manière presque opposée :
Holopherne est nu et modelé selon les règles de l'anatomie, tandis que Judith est couverte entièrement par ses habits qui amplifient son physique gracieux. Sa tête est complètement couverte ne laissant apparaître même pas une mèche de cheveux tandis que la chevelure d'Holopherne est longue et indisciplinée. Son identification avec le « Vice » est confirmée par toute une série d'attributs dont le médaillon qui a glissé sur son échine sur lequel est représenté un cheval emballé. Les scènes bacchanales sur le sabot en forme de prisme, rappellent l'ivresse et le vice du tyran comme décrits dans la Bible.
Le corps d'Holopherne sans force tombe tenu seulement par la main de Judith qui pose de manière éloquente son pied droit sur les parties génitales de la victime tandis que l'autre pied immobilise son avant bras. Le genou couvre à moitié le médaillon allégorique.
Judith se lève triomphante l'épée levée. Le drapé de la robe de Judith, et tout particulièrement celui des manches reproduit celui des statues romaines. Son habit est composé d'une étoffe, plissée dans un complexe panneggio, décoré de figurines contrastant avec le modelé parfaitement lisse du jeune visage dont l'expression transmet une série d'émotions : concentration, décision et force.
À l'inverse, le visage d'Holopherne est brut et défiguré, yeux fermés, bouche ouverte, cou tendu. Il est posé sur un coussin tourné par rapport au piédestal de façon que les angles ne coïncident, créant un effet de mouvement.
La signature de Donatello figure sur le coussin : VPO. DONATELLI. FLOR (Travail. Donatello. Florentin). Il s'agit du seul travail restant signé par l'artiste.

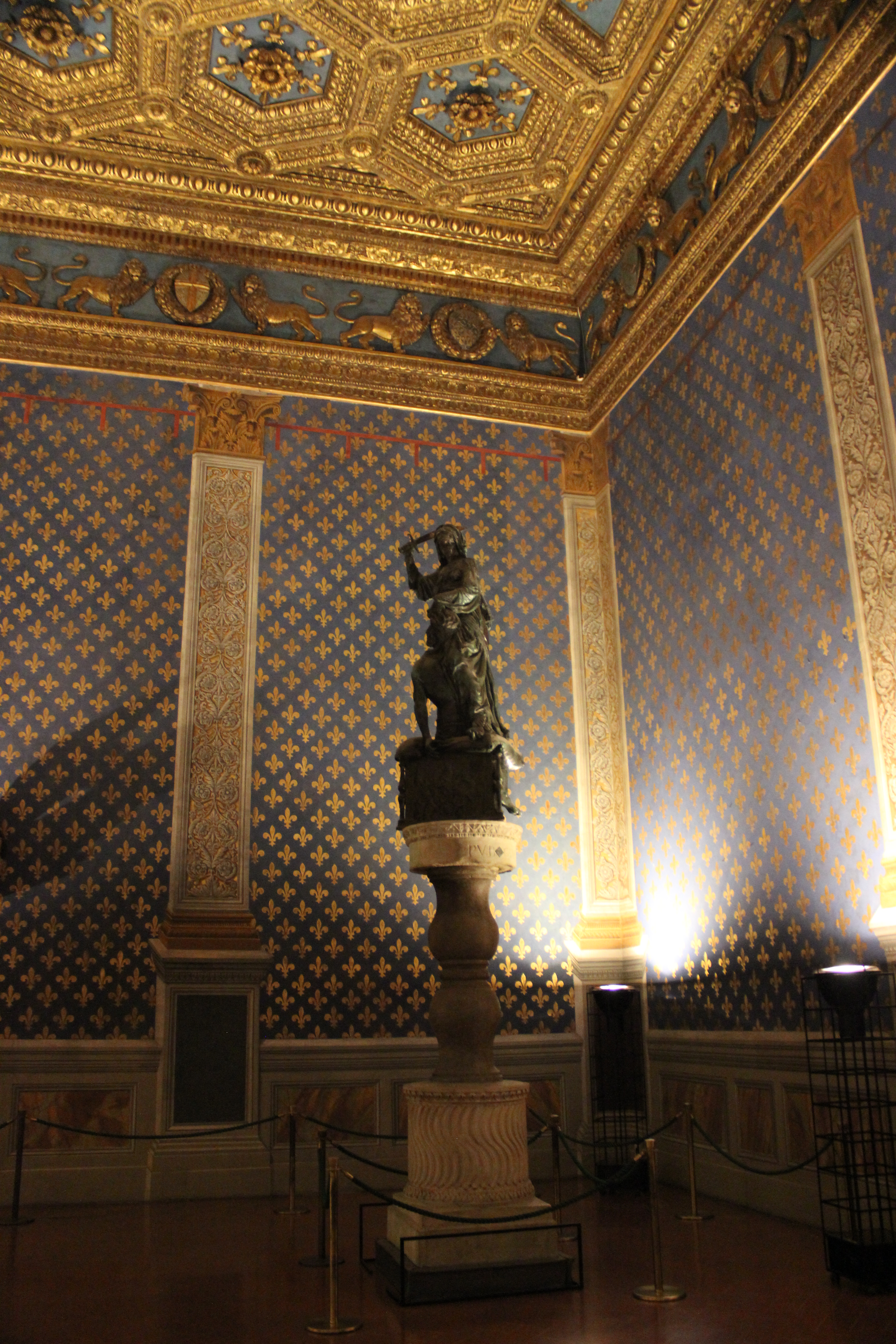
La statue dans la salle des Lys.
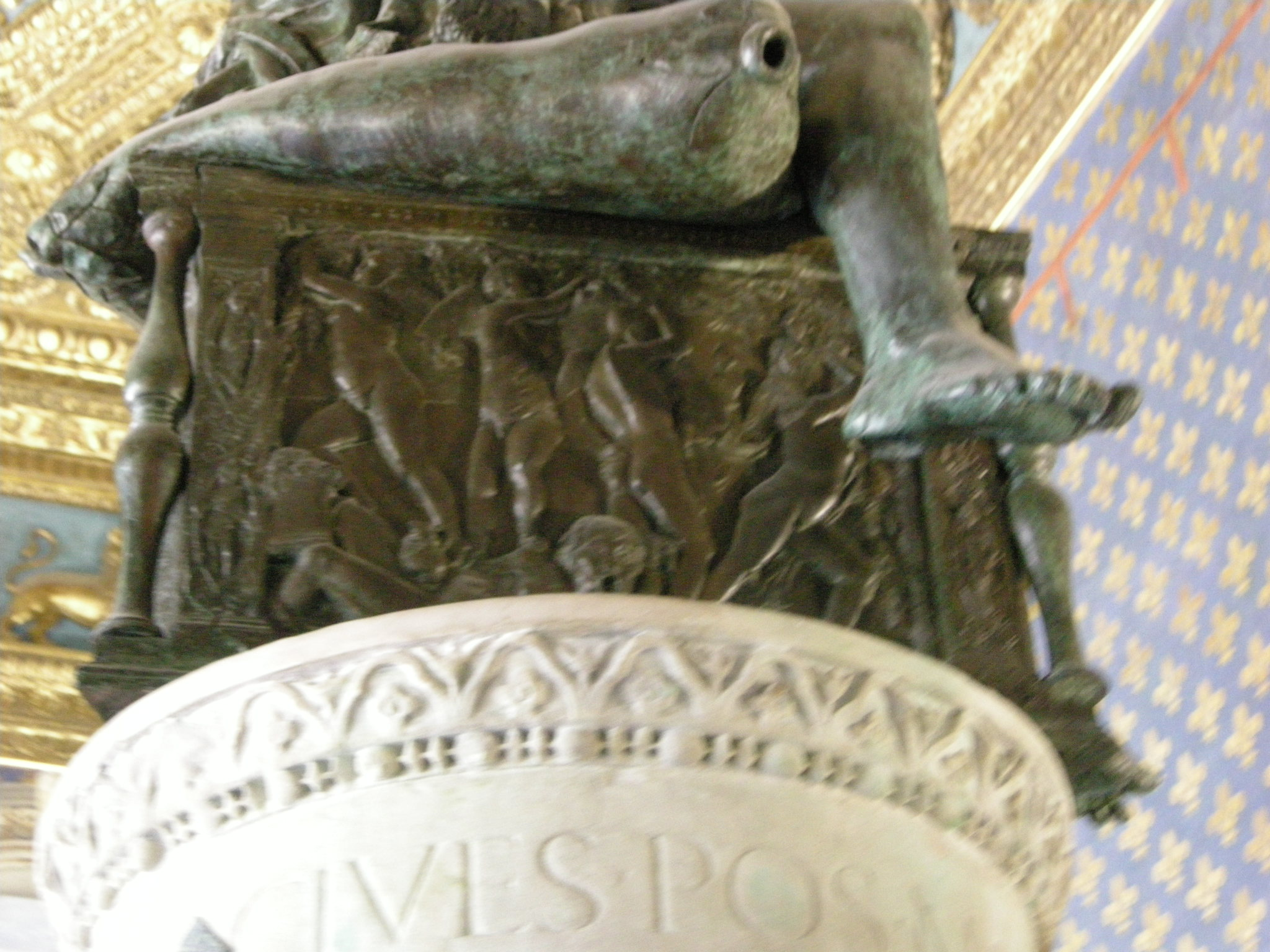
Le socle.
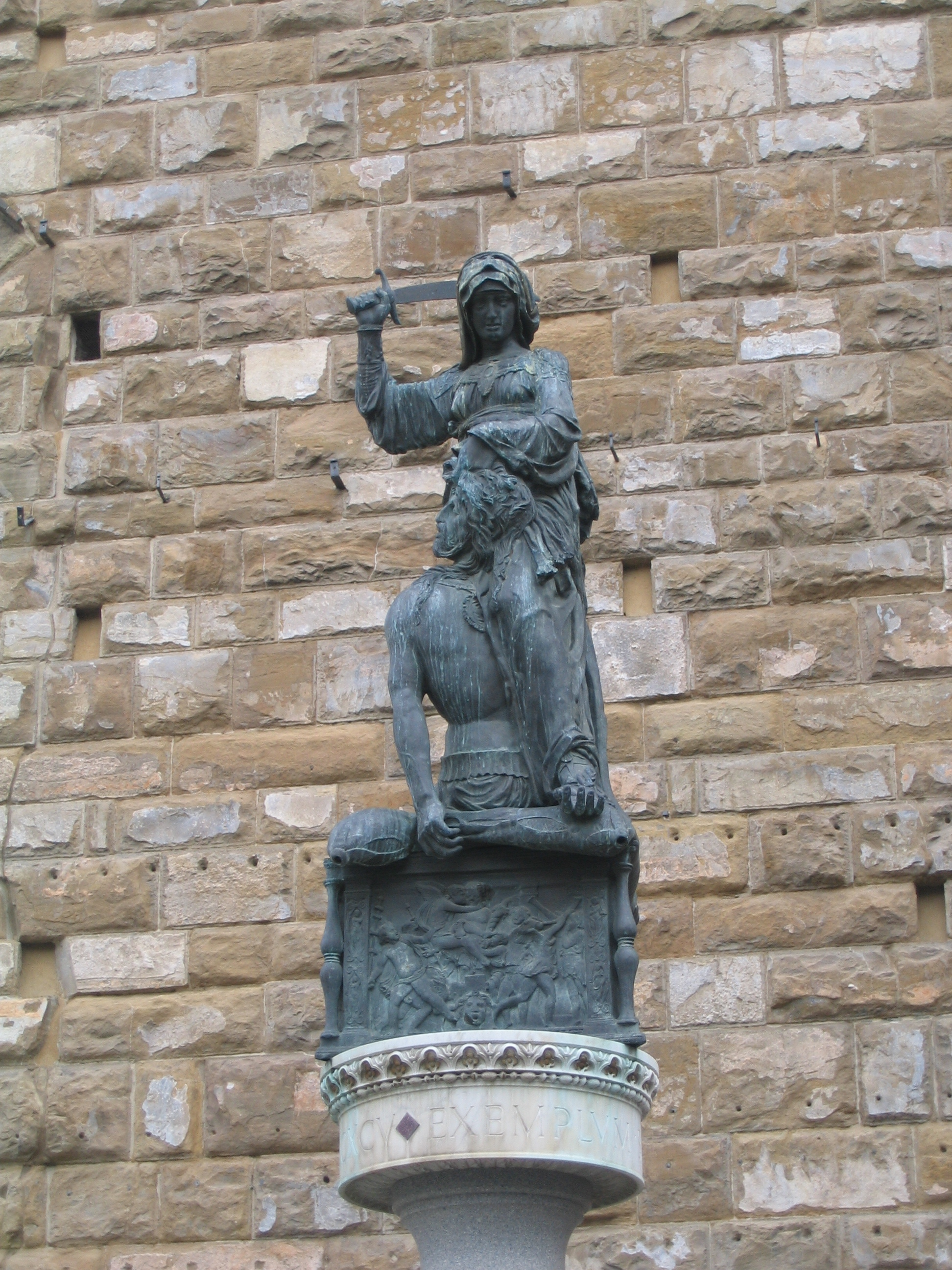
Judith et Holoferne, copie devant le Palazzo Vecchio.